# Rally d'Australia 2000
Il Rally d'Australia 2000, ufficialmente denominato 13th Telstra Rally Australia, è stata la tredicesima prova del campionato del mondo rally 2000 nonché la tredicesima edizione del Rally d'Australia e l'undicesima con valenza mondiale. La manifestazione si è svolta dal 9 al 12 novembre sulle strade sterrate che attraversano le zone costiere dell'Australia Occidentale attorno alla città di Perth, che fu la sede principale del rally.

## Eventi
L'evento è stato vinto dal finlandese Marcus Grönholm, navigato dal connazionale Timo Rautiainen, al volante di una Peugeot 206 WRC della squadra ufficiale Peugeot Esso, davanti alla coppia britannica formata da Richard Burns e Robert Reid, su Subaru Impreza WRC2000 della scuderia Subaru World Rally Team, e all'equipaggio francese composto da François Delecour e Daniel Grataloup, compagni di squadra dei vincitori. Con questo risultato la Peugeot si aggiudicò il mondiale costruttori con una gara di anticipo e ottenne il suo terzo titolo marche dopo i due conquistati nel 1985 e nel 1986 con la 205 T16.
Il rally si concluse in realtà con la vittoria di Tommi Mäkinen e Risto Mannisenmäki, ma la coppia finlandese del team Marlboro Mitsubishi Ralliart venne squalificata al termine della gara per riscontrate irregolarità nel turbocompressore della loro Mitsubishi Lancer Evo VI.
L'uruguaiano Gustavo Trelles e l'argentino Jorge del Buono, su Mitsubishi Lancer Evo VI, hanno invece conquistato la vittoria nella categoria PWRC, mentre i turchi Serkan Yazici ed Erkan Bodur si sono aggiudicati la classifica della Coppa FIA Squadre alla guida di una Toyota Corolla WRC del Team Atakan.

## Dati della prova
| Denominazione ufficiale             | Telstra Rally Australia |
| Edizione N°                         | 13 |
| Tappa N°                            | 13 di 14 |
| Data manifestazione                 | da giovedì 09/11/2000 a domenica 12/11/2000 |
| Sede ospitante                      | Perth (Australia Occidentale) |
| Sedi del parco assistenza           | Prima frazione: Langley Park, Perth (Australia Occidentale); Mundaring (contea di Mundaring, Perth, Australia Occidentale). Seconda frazione: Langley Park, Perth; Harvey (contea di Harvey, South West, Australia Occidentale). Terza frazione: Complesso di Sotico (contea di Boddington, Peel, Australia Occidentale). |
| Superficie                          | Terra |
| Iscritti                            | 84 |
| Partiti                             | 83 |
| Arrivati                            | 49 (59%) |
| Prove speciali                      | 21 |
| Prova più breve                     | 2,20 km (PS1, PS10 e PS17: Langley Park) |
| Prova più lunga                     | 45,42 km (PS13: Wellington Dam) |
| Prova più lenta                     | velocità media di 84,53 km/h (PS17: Langley Park 3) |
| Prova più veloce                    | velocità media di 120,65 km/h (PS18: Bannister West) |
| Lunghezza prove speciali            | 391,17 km (30,5% della distanza totale) |
| Lunghezza complessiva trasferimenti | 892,15 km |
| Distanza totale                     | 1283,32 km |

## Itinerario
| Frazione 1 | 9 nov  | PS1    | 18:42  | Langley Park 1                                     | 2,20 km  | 149,96 km |  |  |
| Frazione 1 | 9 nov  |        | 18:48  | Assistenza – Langley Park, Perth (10 min)          | –        | 149,96 km |  |  |
| Frazione 1 | 10 nov |        | 09:46  | Assistenza – Mundaring (10 min)                    | –        | 149,96 km |  |  |
| Frazione 1 | 10 nov | PS2    | 10:26  | Helena North 1                                     | 24,14 km | 149,96 km |  |  |
| Frazione 1 | 10 nov | PS3    | 10:53  | Helena South 1                                     | 18,43 km | 149,96 km |  |  |
| Frazione 1 | 10 nov |        | 11:20  | Assistenza – Mundaring (20 min)                    | –        | 149,96 km |  |  |
| Frazione 1 | 10 nov | PS4    | 11:58  | New Kev's                                          | 9,56 km  | 149,96 km |  |  |
| Frazione 1 | 10 nov | PS5    | 12:36  | New Beraking                                       | 26,46 km | 149,96 km |  |  |
| Frazione 1 | 10 nov | PS6    | 13:24  | Flynns Short                                       | 19.98 km | 149,96 km |  |  |
| Frazione 1 | 10 nov |        | 14:41  | Assistenza – Mundaring (20 min)                    | –        | 149,96 km |  |  |
| Frazione 1 | 10 nov | PS7    | 15:31  | Helena North 2                                     | 24,14 km | 149,96 km |  |  |
| Frazione 1 | 10 nov | PS8    | 15:58  | Helena South 2                                     | 18,43 km | 149,96 km |  |  |
| Frazione 1 | 10 nov | PS9    | 16:23  | Atkins                                             | 4,42 km  | 149,96 km |  |  |
| Frazione 1 | 10 nov |        | 16:38  | Assistenza – Mundaring (10 min)                    | –        | 149,96 km |  |  |
| Frazione 1 | 10 nov | PS10   | 19:30  | Langley Park 2                                     | 2,20 km  | 149,96 km |  |  |
| Frazione 1 | 10 nov |        | 19:36  | Assistenza – Langley Park, Perth (45 min)          | –        | 149,96 km |  |  |
|            |        |        |        |                                                    |          |           |  |  |
| Frazione 2 | 11 nov |        | 07:56  | Assistenza – Harvey (10 min)                       | –        | 141,19 km |  |  |
| Frazione 2 | 11 nov | PS11   | 08:32  | Stirling East                                      | 35,48 km | 141,19 km |  |  |
| Frazione 2 | 11 nov | PS12   | 09:19  | Brunswick                                          | 16,63 km | 141,19 km |  |  |
| Frazione 2 | 11 nov |        | 09:58  | Assistenza – Harvey (20 min)                       | –        | 141,19 km |  |  |
| Frazione 2 | 11 nov | PS13   | 11:13  | Wellington Dam                                     | 45,42 km | 141,19 km |  |  |
| Frazione 2 | 11 nov |        | 13:16  | Assistenza – Harvey (20 min)                       | –        | 141,19 km |  |  |
| Frazione 2 | 11 nov | PS14   | 13:54  | New Harvey Weir                                    | 7,04 km  | 141,19 km |  |  |
| Frazione 2 | 11 nov | PS15   | 14:14  | Stirling West                                      | 15,89 km | 141,19 km |  |  |
| Frazione 2 | 11 nov |        | 14:48  | Assistenza – Harvey (10 min)                       | –        | 141,19 km |  |  |
| Frazione 2 | 11 nov | PS16   | 15:56  | Murray Pines                                       | 18,53 km | 141,19 km |  |  |
| Frazione 2 | 11 nov | PS17   | 19:30  | Langley Park 3                                     | 2,20 km  | 141,19 km |  |  |
| Frazione 2 | 11 nov |        | 19:36  | Assistenza – Langley Park, Perth (45 min)          | –        | 141,19 km |  |  |
|            |        |        |        |                                                    |          |           |  |  |
| Frazione 3 | 12 nov |        | 07:13  | Assistenza – Sotico, Contea di Boddington (10 min) | –        | 100,02 km |  |  |
| Frazione 3 | 12 nov | PS18   | 07:32  | Bannister West                                     | 35,29 km | 100,02 km |  |  |
| Frazione 3 | 12 nov |        | 08:18  | Assistenza – Sotico, Contea di Boddington (20 min) | –        | 100,02 km |  |  |
| Frazione 3 | 12 nov | PS19   | 08:52  | Bannister North                                    | 36,84 km | 100,02 km |  |  |
| Frazione 3 | 12 nov |        | 10:13  | Assistenza – Sotico, Contea di Boddington (20 min) | –        | 100,02 km |  |  |
| Frazione 3 | 12 nov | PS20   | 10:42  | Bannister South                                    | 25,16 km | 100,02 km |  |  |
| Frazione 3 | 12 nov |        | 11:08  | Assistenza – Sotico, Contea di Boddington (10 min) | –        | 100,02 km |  |  |
| Frazione 3 | 12 nov | PS21   | 12:34  | Michelin TV Stage                                  | 2,73 km  | 100,02 km |  |  |
| Frazione 3 | 12 nov |        | 12:41  | Assistenza – Sotico, Contea di Boddington (10 min) | –        | 100,02 km |  |  |
| Totale     | Totale | Totale | Totale | Totale                                             | Totale   | 391,17 km |  |  |

## Risultati

### Classifica
| Pos.                                        | Nº       | Pilota              | Co-pilota         | Auto                     | Squadra                     | Classe       | Tempo     | Distacco | Punti    |
| Generale                                    | Generale | Generale            | Generale          | Generale                 | Generale                    | Generale     | Generale  | Generale | Generale |
| ------------------------------------------- | -------- | ------------------- | ----------------- | ------------------------ | --------------------------- | ------------ | --------- | -------- | -------- |
| 1.                                          | 10       | Marcus Grönholm     | Timo Rautiainen   | Peugeot 206 WRC (2000)   | Peugeot Esso                | WRC          | 3h43'57"2 | –        | 10       |
| 2.                                          | 3        | Richard Burns       | Robert Reid       | Subaru Impreza WRC2000   | Subaru World Rally Team     | WRC          | 3h43'59"9 | +2"7     | 6        |
| 3.                                          | 9        | François Delecour   | Daniel Grataloup  | Peugeot 206 WRC (2000)   | Peugeot Esso                | WRC          | 3h45'30"6 | +1'33"4  | 4        |
| 4.                                          | 14       | Kenneth Eriksson    | Staffan Parmander | Hyundai Accent WRC       | Hyundai Castrol WRT         | WRC          | 3h46'17"8 | +2'20"6  | 3        |
| 5.                                          | 19       | Tapio Laukkanen     | Kaj Lindström     | Ford Focus WRC 00        | Ford Martini                | WRC          | 3h46'28"1 | +2'30"9  | 2        |
| 6.                                          | 8        | Toni Gardemeister   | Paavo Lukander    | SEAT Córdoba WRC Evo3    | SEAT Sport                  | WRC          | 3h46'46"5 | +2'49"3  | 1        |
| 7.                                          | 20       | Possum Bourne       | Craig Vincent     | Subaru Impreza WRC98     | Subaru Rally Team Australia | WRC          | 3h48'30"7 | +4'33"5  | -        |
| 8.                                          | 7        | Didier Auriol       | Denis Giraudet    | SEAT Córdoba WRC Evo3    | SEAT Sport                  | WRC          | 3h51'51"8 | +7'54"6  | -        |
| 9.                                          | 22       | Neal Bates          | Coral Taylor      | Toyota Corolla WRC       | -                           | WRC          | 3h53'04"0 | +9'06"8  | -        |
| 10.                                         | 21       | Katsuhiko Taguchi   | Bobby Willis      | Mitsubishi Lancer Evo VI | Team Advan Ralliart         | WRC          | 3h57'43"8 | +13'46"6 | -        |
| Campionato del mondo per vetture Produzione |          |                     |                   |                          |                             |              |           |          |          |
| 1. (12.)                                    | 30       | Gustavo Trelles     | Jorge del Buono   | Mitsubishi Lancer Evo VI | -                           | N4 / PWRC    | 4h01'36"6 | –        | 10       |
| 2. (13.)                                    | 26       | Toshihiro Arai      | Roger Freeman     | Subaru Impreza WRX       | Spike Subaru Team           | N4 / PWRC TC | 4h02'18"4 | +42"3    | 6        |
| 3. (14.)                                    | 28       | Manfred Stohl       | Peter Müller      | Mitsubishi Lancer Evo VI | -                           | N4 / PWRC    | 4h03'27"8 | +1'51"7  | 4        |
| 4. (15.)                                    | 29       | Ed Ordynski         | Iain Stewart      | Mitsubishi Lancer Evo VI | Mitsubishi Ralliart         | N4 / PWRC    | 4h04'15"8 | +2'39"7  | 3        |
| 5. (16.)                                    | 36       | Giovanni Manfrinato | Claudio Condotta  | Mitsubishi Lancer Evo VI | -                           | N4 / PWRC    | 4h05'06"1 | +3'30"0  | 2        |
| 6. (17.)                                    | 35       | Claudio Menzi       | Edgardo Galindo   | Mitsubishi Lancer Evo VI | -                           | N4 / PWRC    | 4h05'59"5 | +4'23"4  | 1        |
| Coppa FIA squadre                           |          |                     |                   |                          |                             |              |           |          |          |
| 1. (11.)                                    | 25       | Serkan Yazici       | Erkan Bodur       | Toyota Corolla WRC       | Team Atakan                 | WRC / TC     | 3h59'54"7 | –        | 10       |
| 2. (13.)                                    | 26       | Toshihiro Arai      | Roger Freeman     | Subaru Impreza WRX       | Spike Subaru Team           | N4 / PWRC TC | 4h02'18"4 | +2'23"7  | 6        |

| Principali ritiri | Principali ritiri | Principali ritiri | Principali ritiri  | Principali ritiri            | Principali ritiri            | Principali ritiri | Principali ritiri                                | Principali ritiri |
| PS                | Nº                | Pilota            | Co-pilota          | Auto                         | Squadra                      | Classe            | Causa                                            | Pos.              |
| ----------------- | ----------------- | ----------------- | ------------------ | ---------------------------- | ---------------------------- | ----------------- | ------------------------------------------------ | ----------------- |
| PS 2              | 18                | Markko Märtin     | Michael Park       | Subaru Impreza WRC2000       | Subaru World Rally Team      | WRC               | Trasmissione                                     | 11º               |
| PS 3              | 2                 | Freddy Loix       | Sven Smeets        | Mitsubishi Carisma GT Evo VI | Marlboro Mitsubishi Ralliart | WRC               | Trasmissione                                     | 13º               |
| PS 7              | 5                 | Colin McRae       | Nicky Grist        | Ford Focus WRC 00            | Ford Martini                 | WRC               | Motore                                           | 15º               |
| PS 8              | 17                | Petter Solberg    | Phil Mills         | Subaru Impreza WRC2000       | Subaru World Rally Team      | WRC               | Incidente                                        | 3º                |
| PS 11             | 6                 | Carlos Sainz      | Luis Moya          | Ford Focus WRC 00            | Ford Martini                 | WRC               | Squalificato (Art 19.9)                          | 8º                |
| PS 15             | 15                | Alister McRae     | David Senior       | Hyundai Accent WRC           | Hyundai Castrol WRT          | WRC               | Sospensione                                      | 9º                |
| PS 16             | 4                 | Juha Kankkunen    | Juha Repo          | Subaru Impreza WRC2000       | Subaru World Rally Team      | WRC               | Incidente                                        | 4º                |
| PS 21             | 1                 | Tommi Mäkinen     | Risto Mannisenmäki | Mitsubishi Lancer Evo VI     | Marlboro Mitsubishi Ralliart | WRC               | Squalificato (irregolarità nel turbocompressore) | 1º                |
| PS 21             | 16                | Gilles Panizzi    | Hervé Panizzi      | Peugeot 206 WRC (2000)       | Peugeot Esso                 | WRC               | Trasmissione                                     | 9º                |

Legenda
| Icona | Classe                                                                                  |
| ----- | --------------------------------------------------------------------------------------- |
| WRC   | Equipaggio che può conquistare punti per il campionato costruttori WRC                  |
| WRC   | Equipaggio di classe A8 che non può conquistare punti per il campionato costruttori WRC |
| PWRC  | Equipaggio registrato al campionato PWRC                                                |
| TC    | Equipaggio registrato alla Coppa FIA squadre                                            |
|       | Ulteriori classificazioni                                                               |

### Prove speciali
| Frazione   | Data   | Prova | Ora   | Nome              | Lunghezza | Vincitori                                                             | Tempo   | Leader del rally                 |
| ---------- | ------ | ----- | ----- | ----------------- | --------- | --------------------------------------------------------------------- | ------- | -------------------------------- |
| Frazione 1 | 9 nov  | PS1   | 18:42 | Langley Park 1    | 2,20 km   | Marcus Grönholm Timo Rautiainen                                       | 1'31"6  | Marcus Grönholm Timo Rautiainen  |
| Frazione 1 | 10 nov | PS2   | 10:26 | Helena North 1    | 24,14 km  | Marcus Grönholm Timo Rautiainen                                       | 13'55"8 | Marcus Grönholm Timo Rautiainen  |
| Frazione 1 | 10 nov | PS3   | 10:53 | Helena South 1    | 18,43 km  | Juha Kankkunen Juha Repo                                              | 9'50"0  | Marcus Grönholm Timo Rautiainen  |
| Frazione 1 | 10 nov | PS4   | 11:58 | New Kev's         | 9,56 km   | Petter Solberg Phil Mills                                             | 6'10"9  | Marcus Grönholm Timo Rautiainen  |
| Frazione 1 | 10 nov | PS5   | 12:36 | New Beraking      | 26,46 km  | Tommi Mäkinen Risto Mannisenmäki                                      | 15'09"9 | Marcus Grönholm Timo Rautiainen  |
| Frazione 1 | 10 nov | PS6   | 13:24 | Flynns Short      | 19,98 km  | Petter Solberg Phil Mills                                             | 12'03"8 | Marcus Grönholm Timo Rautiainen  |
| Frazione 1 | 10 nov | PS7   | 15:31 | Helena North 2    | 24,14 km  | François Delecour Daniel Grataloup                                    | 13'39"0 | Marcus Grönholm Timo Rautiainen  |
| Frazione 1 | 10 nov | PS8   | 15:58 | Helena South 2    | 18,43 km  | Tommi Mäkinen Risto Mannisenmäki                                      | 9'42"5  | Marcus Grönholm Timo Rautiainen  |
| Frazione 1 | 10 nov | PS9   | 16:23 | Atkins            | 4,42 km   | Kenneth Eriksson Staffan Parmander                                    | 3'00"3  | Juha Kankkunen Juha Repo         |
| Frazione 1 | 10 nov | PS10  | 19:30 | Langley Park 2    | 2,20 km   | Tommi Mäkinen Risto Mannisenmäki e François Delecour Daniel Grataloup | 1'31"8  | Juha Kankkunen Juha Repo         |
|            |        |       |       |                   |           |                                                                       |         |                                  |
| Frazione 2 | 11 nov | PS11  | 08:32 | Stirling East     | 35,48 km  | Richard Burns Robert Reid                                             | 20'01"3 | Richard Burns Robert Reid        |
| Frazione 2 | 11 nov | PS12  | 09:19 | Brunswick         | 16,63 km  | Tommi Mäkinen Risto Mannisenmäki                                      | 9'16"3  | Richard Burns Robert Reid        |
| Frazione 2 | 11 nov | PS13  | 11:13 | Wellington Dam    | 45,42 km  | Richard Burns Robert Reid                                             | 25'37"7 | Richard Burns Robert Reid        |
| Frazione 2 | 11 nov | PS14  | 13:54 | New Harvey Weir   | 7,04 km   | Marcus Grönholm Timo Rautiainen                                       | 3'51"8  | Richard Burns Robert Reid        |
| Frazione 2 | 11 nov | PS15  | 14:14 | Stirling West     | 15,89 km  | Marcus Grönholm Timo Rautiainen                                       | 9'31"2  | Richard Burns Robert Reid        |
| Frazione 2 | 11 nov | PS16  | 15:56 | Murray Pines      | 18,53 km  | Kenneth Eriksson Staffan Parmander                                    | 11'10"8 | Tommi Mäkinen Risto Mannisenmäki |
| Frazione 2 | 11 nov | PS17  | 19:30 | Langley Park 3    | 2,20 km   | Richard Burns Robert Reid                                             | 1'33"7  | Marcus Grönholm Timo Rautiainen  |
|            |        |       |       |                   |           |                                                                       |         |                                  |
| Frazione 3 | 12 nov | PS18  | 07:32 | Bannister West    | 35,29 km  | Tommi Mäkinen Risto Mannisenmäki                                      | 17'33"0 | Tommi Mäkinen Risto Mannisenmäki |
| Frazione 3 | 12 nov | PS18  | 08:52 | Bannister North   | 36,84 km  | Tommi Mäkinen Risto Mannisenmäki                                      | 19'44"6 | Tommi Mäkinen Risto Mannisenmäki |
| Frazione 3 | 12 nov | PS20  | 10:42 | Bannister South   | 25,16 km  | Marcus Grönholm Timo Rautiainen                                       | 15'04"3 | Tommi Mäkinen Risto Mannisenmäki |
| Frazione 3 | 12 nov | PS21  | 12:34 | Michelin TV Stage | 2,73 km   | Marcus Grönholm Timo Rautiainen                                       | 1'33"9  | Marcus Grönholm Timo Rautiainen  |

## Classifiche mondiali
Classifica piloti
| Pos. | Pos. | Pilota             | Punti |
| ---- | ---- | ------------------ | ----- |
| 1    |      | Marcus Grönholm    | 59    |
| 2    |      | Richard Burns      | 50    |
| 3    |      | Colin McRae        | 43    |
| 4    |      | Carlos Sainz       | 43    |
| 5    |      | Tommi Mäkinen      | 32    |
| 6    | 1    | François Delecour  | 23    |
| 7    | 1    | Gilles Panizzi     | 21    |
| 8    |      | Juha Kankkunen     | 18    |
| 9    |      | Harri Rovanperä    | 7     |
| 10   |      | Petter Solberg     | 6     |
| 11   | 6    | Kenneth Eriksson   | 5     |
| 12   | 1    | Didier Auriol      | 4     |
| 13   | 1    | Toni Gardemeister  | 4     |
| 14   | 2    | Toshihiro Arai     | 4     |
| 15   | 2    | Freddy Loix        | 4     |
| 16   | 1    | Thomas Rådström    | 3     |
| 17   |      | Armin Schwarz      | 2     |
| 18   |      | Bruno Thiry        | 2     |
| 18   |      | Sebastian Lindholm | 2     |
| 18   | N    | Tapio Laukkanen    | 2     |
| 21   | 1    | Markko Märtin      | 1     |
| 22   |      | Possum Bourne      | 1     |
| 23   | 2    | Abdullah Bakhashab | 1     |
| 24   | 2    | Piero Liatti       | 1     |

Classifica costruttori WRC
| Pos. | Pos. | Squadra                          | Punti |
| ---- | ---- | -------------------------------- | ----- |
| 1    |      | Peugeot Esso                     | 104   |
| 2    |      | Ford Martini                     | 88    |
| 3    |      | Subaru World Rally Team          | 76    |
| 4    |      | Marlboro Mitsubishi Ralliart     | 39    |
| 5    |      | SEAT Sport                       | 11    |
| 6    | 1    | Hyundai Castrol World Rally Team | 8     |
| 7    | 1    | Škoda World Rally Team           | 8     |